# أوبوكو أفري
أوبوكو أفري (بالإنجليزية: Opoku Afriyie)‏ هو مدرب كرة قدم ولاعب كرة قدم غاني في مركز الهجوم، ولد في 2 فبراير 1945 في أكرا في غانا، وتوفي في 29 مارس 2020 في كوماسي في غانا. لعب مع أشانتي كوتوكو.